# Pierre de Fontenay (évêque)
Pierre de Fontenay, mort le 3 juin 1499, est un prélat français du XVe siècle. Il est fils de Guy de Fontenay, baron de Fontenay, seigneur de Bacy et Joie (58 Rouy), Reigny (18 Crézancy, la Tour de Vesvre (18 Neuvy Deux Clochers) et Neuvy, et de Jeanne d'Étampes, et est le neveu de Jean d'Étampes, évêque de Nevers.

## Biographie
Pierre de Fontenay est prieur de Lurcy-le-Bourg, abbé de Bellevaux, chanoine et grand-chantre de Bourges, trésorier de l'église de Nevers et curé de Saint-Paul à Paris.  
Il devient évêque de Nevers en 1461, après la résignation de son oncle Jean d'Étampes. Il est le premier évêque de Nevers, qui a rédigé un bréviaire particulier pour son diocèse.